# Ksenia Tichonenko
Ksenia Borisovna Tichonenko (Russisch: Ксения Борисовна Тихоненко) (Alma-Ata, 11 januari 1993) is een Russisch professioneel basketbalspeelster van Kazachse afkomst die voor het nationaal team van Rusland speelt.

## Carrière
Tichonenko begon met basketbal bij het jeugdteam van Sparta&K. In 2012 werd Tichonenko voor een jaar verhuurd aan CSM Târgoviște in Roemenië. In 2013 kwam ze terug bij Sparta&K Oblast Moskou Vidnoje. Met Sparta&K verloor ze de finale om de beker van Rusland in 2015. In 2015 stapte Tichonenko over naar Dinamo Moskou. In 2017 ging ze spelen bij Nadezjda Orenburg. In 2019 won ze de EuroCup Women door in de finale te winnen van Basket Lattes-Montpellier uit Frankrijk met een totaalscore van 146-132 over twee wedstrijden. In 2021 verhuisde ze naar AZS AJP Gorzów Wielkopolski in Polen. In 2022 keerde ze terug naar Rusland om te gaan spelen voor UMMC Jekaterinenburg. Met UMMC werd ze Landskampioen van Rusland in 2023.
Ksenia Tichonenko is het nichtje van oud basketbalspeler Valeri Tichonenko.

## Erelijst
- Landskampioen Rusland: 1
  - Winnaar: 2023
  - Tweede: 2022
- Bekerwinnaar Rusland: 2
  - Winnaar: 2021, 2023
  - Runner-up: 2015
- RFB Super Cup:
  - Runner-up: 2021
- EuroCup Women: 1
  - Winnaar: 2019